# Conisania luteago
Conisania luteago, auch Braungelbe Leimkrauteule genannt, ist ein Schmetterling (Nachtfalter) aus der Familie der Eulenfalter (Noctuidae). Die Art wurde früher der Gattung Hadena zugerechnet. 1996 wurde sie im Rahmen einer Neubewertung durch Hacker in die Gattung Conisania eingeordnet.

## Merkmale

### Falter
Bei Conisania luteago handelt es sich um mittelgroße Falter mit einer Flügelspannweite von 29 bis 40 Millimetern. Die Farbe der Vorderflügel variiert beträchtlich hinsichtlich Stärke und Ausprägung und zwar von goldgelb über rötlich gelb, gelbbraun bis zu ockerfarben. Oftmals sind Linien und Makel undeutlich und verwischt. Der Mittelschatten ist gelegentlich verdunkelt und schimmert braunorange, so auch bei der Unterart olbiena. Die Hinterflügel sind einfarbig graubraun bis gelbbraun.

### Raupe
Erwachsene Raupen sind blass gelbbräunlich gefärbt. Die Rückenpartie ist etwas verdunkelt. Auf jedem Segment heben sich vier kleine, schwarze Punktwarzen ab. Die Stigmen sind hell und schwarz umrandet, der Kopf schillert glänzend gelbbraun.

### Ähnliche Arten
- Conisania andalusica unterscheidet sich durch die bräunlichere Grundfärbung und die deutlichen, sehr hellen Makel.
- Die Nominatform von Xestia lorezi ist in der Regel noch blasser gefärbt als die zeichnungsarmen Exemplare von  luteago.

## Geographische Verbreitung und Lebensraum
Das Verbreitungsgebiet erstreckt sich von Frankreich durch die südöstlichen Gebiete Europas bis nach Mittelasien. Die nördlichste Ausdehnung beinhaltet die Baltischen Staaten. Außerdem kommt sie in Nordafrika vor. Bevorzugter Lebensraum sind warme Hänge, Felstäler sowie Steppengebiete.

## Lebensweise
Conisania luteago bildet eine Generation pro Jahr. Hauptflugzeit sind die Monate Mai und Juni. Die Falter sind überwiegend nachtaktiv und besuchen gelegentlich künstliche Lichtquellen. Die Raupen ernähren sich vorwiegend von den Wurzeln und Stängeln von Leimkrautarten (Silene). Sie leben von Juli bis August. Die Art überwintert als Puppe.

## Gefährdung
Conisania luteago kommt in Deutschland in wenigen Bundesländern vor. Meist wurden nur Einzelfunde gemeldet, so dass die Art auf der Roten Liste gefährdeter Arten in Kategorie D (Daten mangelhaft) eingestuft wird.

## Systematik
Die Art wird derzeit in vier Unterarten unterteilt:
- Conisania luteago luteago (Denis & Schiffermüller, 1775), die Nominatunterart
- Conisania luteago meridionalis (Brandt, 1938), südöstliche Türkei, Iran und Libanon
- Conisania luteago olbiena (Geyer, [1834]), Andorra, Südfrankreich, Südliche Schweiz, Südwestdeutschland (Rheinland-Pfalz, Hessen)
- Conisania luteago behouneki (de Freina, 1983), Sardinien und einige kleine vorgelagerte Inseln[4]